# Tuntex Sky Tower
Tuntex Sky Tower (chiń. 高雄85大樓; pinyin Gāoxióng 85 Dàlóu) – najwyższy wieżowiec w Kaohsiung (Tajwan). Usytuowany jest w centrum dzielnicy Lingya. Budynek ma 85 pięter i 347 metrów wysokości. Antena na dachu podwyższa wysokość budynku do 378 metrów. Tuntex Sky Tower był konstruowany w latach 1994-1996 i został oficjalnie otwarty w 1997 r. Do czasu wybudowania Taipei 101 był również najwyższą budowlą na Tajwanie. 
Tuntex Sky Tower ma dość nietypowy wygląd, gdyż składa się z dwóch oddzielnych 35-piętrowych niższych wież, które łączą się w centralnie położoną pojedynczą wieżę, pozostawiając pod nią znaczną przestrzeń. 
Budynek został zaprojektowany przez C.Y. Lee & Partners oraz Hellmuth, Obata & Kassabaum.